# Тавуш (село)
Таву́ш (арм. Տավուշ) — село в Тавушской области Армении на левом берегу реки Тавуш.

## География
Расположено в 3 км к северу от города Берд. Рядом находятся сёла Чинчин, Цахкаван и Айгепар.

## Экономика
В селе открыт новый пункт заготовки и реализации молочного сырья.

## Галерея

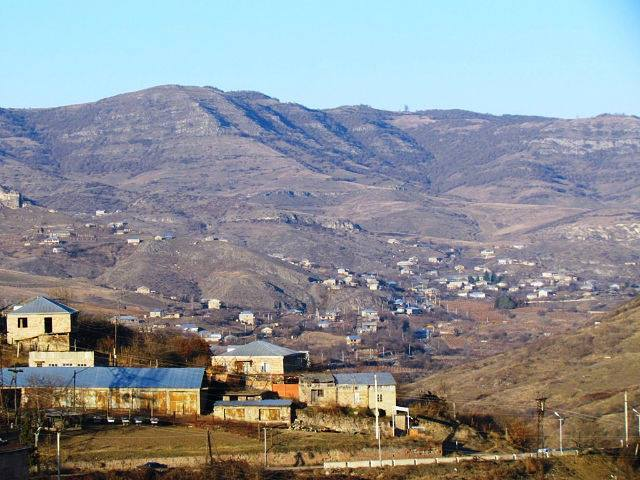
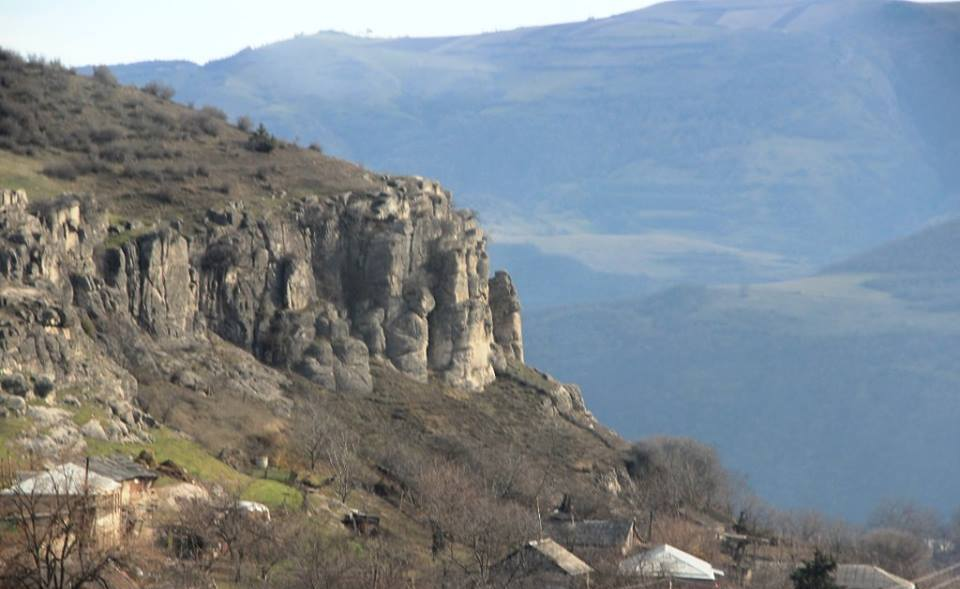
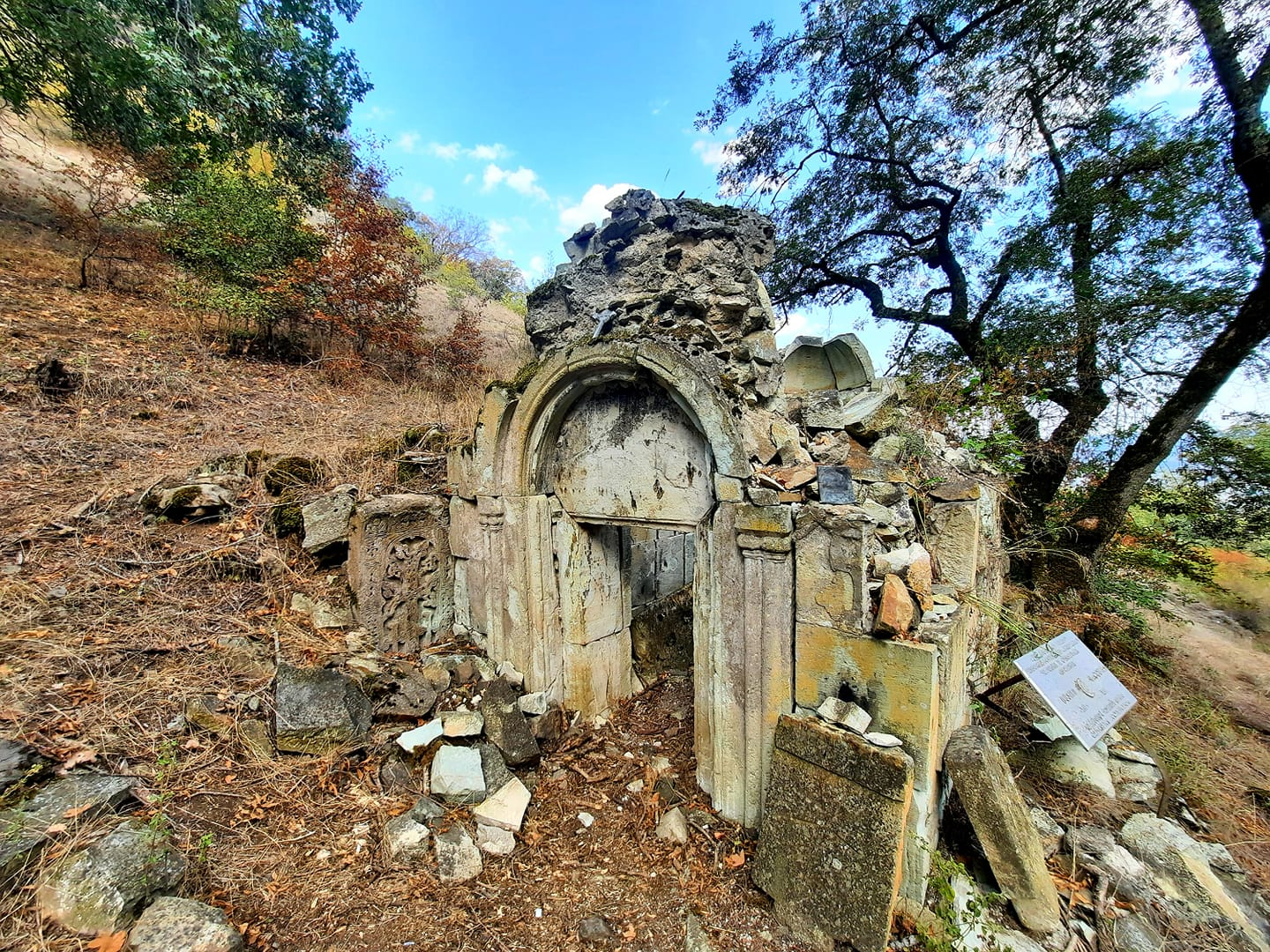
Останки древнего армянского храма
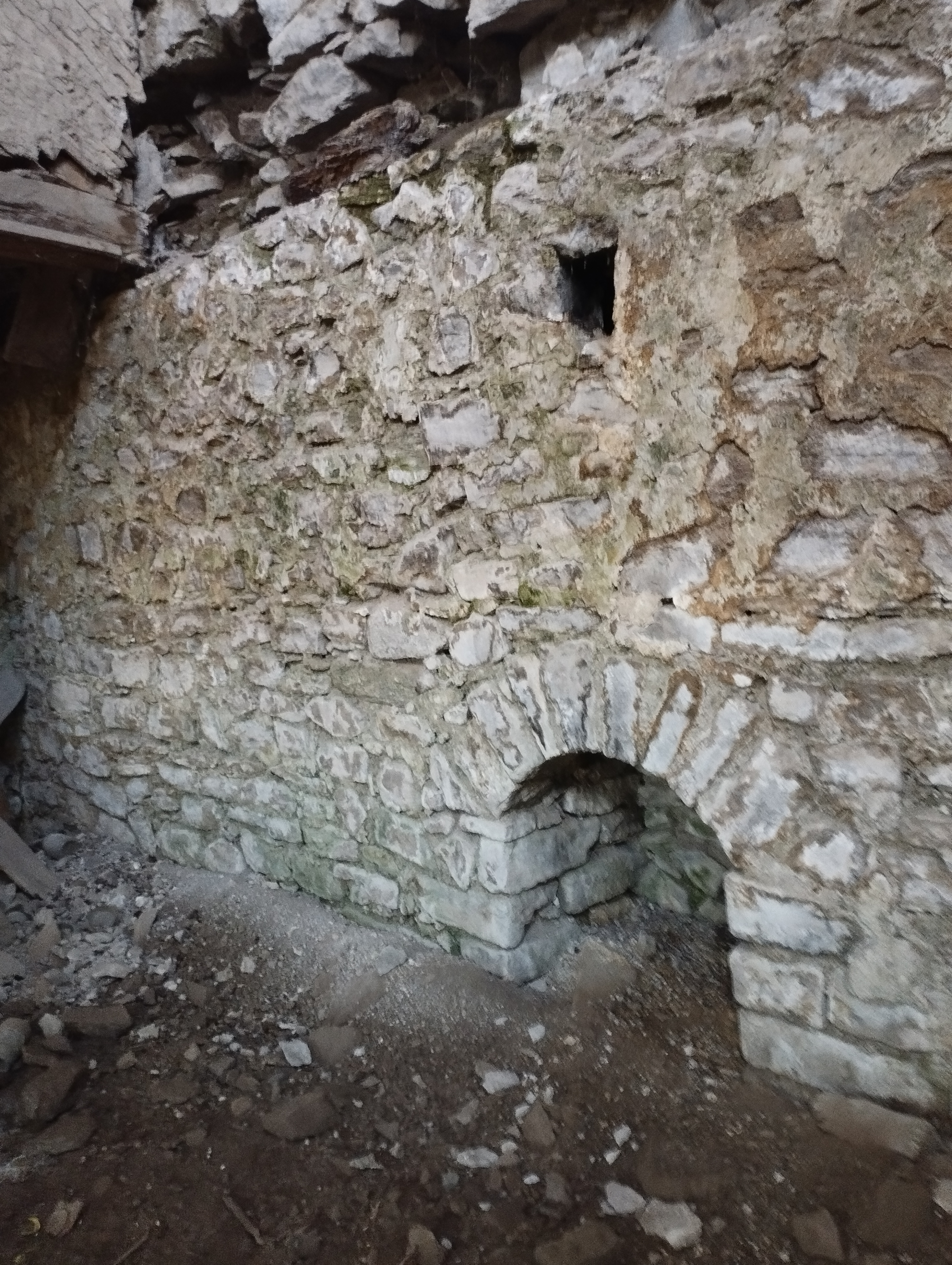

## Выдающиеся уроженцы
- Грайр Дарбинян ― доктор исторических наук (1984)[4].
- Даниелян, Константин Григорьевич ― советский и армянский врач-психиатр, доктор медицинских наук (1980), профессор (1985).